# Rima Ariadaeus
Die Rima Ariadaeus ist eine geradlinige Rille auf dem Erdmond mit mehr als 300 Kilometern Länge auf den selenografischen Koordinaten 6,4° N, 14,0° O. Es wird vermutet, dass sie entstanden ist, als ein Bereich der Mondkruste zwischen zwei parallelen Bruchlinien absank und so einen Grabenbruch schuf. Die mondgeschichtlich relativ junge Struktur wird nur von wenigen Kratern überdeckt.
Namensgeber ist der Krater Ariadaeus, der gleichzeitig ihr östliches Ende markiert.